# Алесхайм
Алесхайм (нем. Alesheim) — община в Германии, в земле Бавария.
Подчиняется административному округу Средняя Франкония. Входит в состав района Вайссенбург-Гунценхаузен. Подчиняется управлению Альтмюльталь.  Население составляет 991 человек (на 31 декабря 2010 года). Занимает площадь 20,45 км².

## Население
По оценке на 31 декабря 2015 года население общины Алесхайм составляет 953 чел. 

| Дата      | 1840 | 1871 | 1900 | 1925 | 1939 | 1950 | 1961 | 1970 | 1987 | 2011 |
| --------- | ---- | ---- | ---- | ---- | ---- | ---- | ---- | ---- | ---- | ---- |
| Население | 1086 | 1022 | 1001 | 973  | 927  | 1508 | 977  | 953  | 949  | 984  |

| Год       | 1960 | 1970 | 1980 | 1990 | 2000 | 2009 | 2010 | 2011 | 2012 | 2013 | 2014 | 2015 |
| --------- | ---- | ---- | ---- | ---- | ---- | ---- | ---- | ---- | ---- | ---- | ---- | ---- |
| Население | 946  | 945  | 926  | 981  | 980  | 987  | 991  | 970  | 968  | 975  | 976  | 953  |